# Raffles, gentleman cambrioleur
Pour les articles homonymes, voir Raffles.
Pour plus de détails, voir Fiche technique et Distribution.
Raffles, gentleman cambrioleur (Raffles) est un film américain réalisé par Sam Wood, sorti en 1939.
Raffles, le héros créé  par Ernest William Hornung (beau-frère d'Arthur Conan Doyle), fut à l'origine de nombreux films dont un en 1917 avec John Barrymore. 

## Synopsis
Avant de prendre sa retraite, un cambrioleur de génie, Arthur J. Raffles, monte un dernier coup pour aider le frère de sa fiancée.

## Fiche technique
- Titre original : Raffles
- Titre français : Raffles, gentleman cambrioleur
- Réalisation : Sam Wood
- Scénario : John Van Druten, Sidney Howard et F. Scott Fitzgerald[1] d'après le roman The Amateur Cracksman de Ernest William Hornung
- Direction artistique : James Basevi
- Décors : Julia Heron
- Costumes : Travis Banton et Irene Saltern (pour Olivia de Havilland)
- Photographie : Gregg Toland
- Son : Frank Maher
- Montage : Sherman Todd
- Musique : Victor Young
- Producteur : Samuel Goldwyn
- Société de production : Howard Productions
- Société de distribution : United Artists
- Pays d'origine :  États-Unis
- Langue originale : anglais
- Format : Noir et blanc — 35 mm — 1,37:1 — Son : Mono (Western Electric Mirrophonic Recording)
- Genre : Aventure, comédie dramatique, romance, historique et thriller
- Durée : 72 minutes
- Dates de sortie : 
  - États-Unis : 29 décembre 1939
  - France : 30 décembre 1944

## Distribution
- David Niven : A.J. Raffles
- Olivia de Havilland : Gwen Manders
- Dame May Whitty : Lady Kitty Melrose
- Dudley Digges : Inspecteur MacKenzie
- Douglas Walton : Bunny Manders
- E.E. Clive : Barraclough
- Lionel Pape : Lord George Melrose
- Peter Godfrey : Harry Crawshay
- Margaret Seddon : Maud Holden
- Hilda Plowright : Wilson
- Gilbert Emery : Bingham
- Keith Hitchcock : Détective Merton
- Vesey O'Davoren : Majordome de Lord Melrose
- George Cathrey : Serviteur de Lord Melrose
- Leonard Carey (non crédité) : Secrétaire de Bingham

## Production
- Selon un bref article de Motion Picture Daily paru en novembre 1938[2], le film devait être tourné en Angleterre, mais la guerre force le studio à changer ses plans.
- Selon Hollywood Reporter[2], David Niven était déjà enrôlé dans l'armée britannique à l'époque du tournage et il eut une permission de 21 jours pour terminer ses scènes, qui furent toutes tournées en premier.